# Brainiac (zespół muzyczny)
Brainiac – amerykański zespół synthpunkowy założony w 1992 w Dayton przez wokalistę, gitarzystę i keyboardzistę Tima Taylora (20 lipca 1968 - 23 maja 1997), basistę Monostereo (Juan Monasterio), gitarzystę Michelle Bodine i perkusistę Tylera Trenta. 
Po nagraniu pierwszych kilku singli (pierwszy "Super Duper Seven" we wrześniu 1992) zespół wydał debiutancki album studyjny, Smack Bunny Baby, w 1993 za pośrednictwem wytwórni Grass/BMG; rok później wydano Bonsai Superstar z Johnem Schmersalem na gitarze, który zastąpił Bodine. W 1995 formacja wystąpiła na festiwalu Lollapalooza, w 1996 zaś wydała Hissing Prigs in Static Couture za pośrednictwem Touch & Go. Producentem wszystkich trzech albumów grupy był Eli Janney (Girls Against Boys).

## Dyskografia
Sporządzono na podstawie materiału źródłowego.

### Albumy studyjne
- Smack Bunny Baby (album, 1993, Grass/BMG)
- Bonsai Superstar album (1994, Grass/BMG)
- Hissing Prigs in Static Couture album (1996, Touch & Go)

### Single i EP
- Superduperseven 7" (1992, Limited Potential)
- I Could Own You (Live) 7" (dzielony z Bratmobile, 1993, 12x12 Records)
- Dexatrim 7" (dzielony z Lazy, 1994, Simple Solution) (debiut Johna Schmersala jako gitarzysty)
- Cookie Doesn't Sing 7" (dzielony z Today Is The Day, Chrome Cranks i Steel Pole Bathtub Vol. 10/ CD Comp., 1995, Dope-Guns-'N-Fucking In The Streets Vols. 8-11, Amphetamine Reptile Records)
- Internationale (7" single/EP {zawiera nowe nagranie "Simon Says" z Superduperseven 7"}, 1995, Touch & Go)
- Go! 4x7" singel (Jabberjaw Vol. 6, CD Comp., 1996, Mammoth Records)
- Electro-Shock for President EP (1997, Touch & Go)
- Petrified singel (Ubu Dance Party: A Tribute To Pere Ubu, CD Comp., 1997, Datapanic)